# Алоїз Вебер
Алоїз Вебер (нім. Alois Weber; 26 липня 1903 — 19 червня 1976) — німецький воєначальник, генерал-майор вермахту (30 січня 1945). Кавалер Лицарського хреста Залізного хреста з дубовим листям.

## Біографія
1 жовтня 1921 року вступив в 20-й піхотний полк. В 1939 році — командир 9-ї роти 19-го піхотного полку 7-ї піхотної дивізії. Учасник Польської і Французької кампаній. З 1 жовтня 1940 року — командир 1-го батальйону свого полку. Учасник Німецько-радянської війни, відзначився в боях в районі залізничної дороги В'язьма-Москва. З 1 березня 1942 року — начальник унтерофіцерських училищ в Марієнберзі і Вецларі. З 1 грудня 1943 року — командир 61-го гренадерського полку, з яким відзначився влітку 1944 року в боях на Бузі. В серпні 1944 року недовго виконував обов'язки командира 7-ї піхотної дивізії. З 29 вересня 1944 року — командир 78-ї гренадерської (з 9 жовтня — народно-гренадерської) дивізії на Сході. З січня 1945 року — командир 362-ї піхотної дивізії в Італії. 17 квітня 1945 року взятий в полон союзниками.

## Нагороди
- Медаль «За вислугу років у Вермахті» 4-го, 3-го і 2-го класу (18 років)
- Залізний хрест
  - 2-го класу (28 вересня 1939)
  - 1-го класу (28 листопада 1939)
- Лицарський хрест Залізного хреста з дубовим листям
  - лицарський хрест (26 листопада 1941)
  - дубове листя (№579; 10 вересня 1944)
- Штурмовий піхотний знак в сріблі
- Нагрудний знак «За поранення» в чорному
- Нагрудний знак ближнього бою в бронзі
- Відзначений у Вермахтберіхт (30 серпня 1944)